# The Other Two
The Other Two ist eine US-amerikanische Fernsehserie, die am 24. Januar 2019 auf dem Sender Comedy Central ihre Premiere feierte. In Deutschland läuft sie seit dem 17. Januar 2020 auf dem deutschen Ableger von Comedy Central. Sie handelt von zwei Geschwistern, die Geldprobleme und Schwierigkeiten haben, in ihren Berufen voranzukommen. Ihr Leben ändert sich schlagartig, als ihr 13-jähriger Bruder ein virales Video produziert und plötzlich in der Musikszene sehr berühmt ist.
Die Pilotfolge wurde Ende 2016 an Comedy Central verkauft. Im Oktober des Folgejahres bestellte der Sender schließlich eine komplette Staffel der Serie. Produziert wird sie unter anderem von Broadway Video, der Produktionsfirma von Lorne Michaels, der auch Saturday Night Live erdachte.
Am 11. Februar 2019 wurde die Serie für eine zweite Staffel verlängert. Diese wurde nicht mehr auf Comedy Central ausgestrahlt, sondern wechselte zum Streamingdienst HBO Max, auf dem sie am 26. August 2021 ihre Premiere feierte. Am 24. September 2021 verkündete HBO Max die Produktion einer weiteren Staffel, die seit dem 4. Mai 2023 abrufbar ist. Am 28. Juni gab Max, der Nachfolger von HBO Max, bekannt, dass The Other Two mit Ende der dritten Staffel eingestellt wird.

## Handlung
Brooke Dubek und ihr Bruder Cary aus New York sind mittlerweile in ihren Zwanzigern und recht unzufrieden mit ihrem Alltag. Brooke arbeitete früher als Ballett-Tänzerin, hat diesen Beruf aber aufgegeben und ist eine nicht sehr erfolgreiche Immobilienmaklerin, zudem beendete sie vor Kurzem ihre Beziehung zu dem etwas schlichten Lance. Cary ist ein aufstrebender Schauspieler, der allerdings hauptsächlich als Kellner arbeitet und in einer seiner wenigen Rolle Touristen per Flashmob unterhält. Sein Agent Skip Schamplin ist ebenfalls auf mehrere Nebenjobs angewiesen. Cary ist zudem offen homosexuell und verwirrt, da sein Mitbewohner Matt ihm ständig Avancen macht, allerdings behauptet, heterosexuell zu sein. Aus diesen Gründen verfügen die Geschwister auch nicht über sehr viel Geld.
Ihr Leben ändert sich völlig, als ihr 13-jähriger Bruder Chase auf YouTube sein selbstkomponiertes Lied Marry U at Recess veröffentlicht, das zur viralen Sensation wird. Er und seine Mutter Pat, die davon träumt, in Hollywood Karriere zu machen, ziehen deswegen nach Manhattan, um Chases (nun bekannt als ChaseDreams) Auftritte vor den Medien, Aufnahme-Sessions und Video-Drehs besser organisieren zu können. Brooke und Cary sind auf ihren Bruder durchaus eifersüchtig und nutzen Chases Berühmtheit und Reichtum zwar oft für ihre eigenen Zwecke, allerdings haben sie ihn doch sehr gern und helfen ihm in Situationen, in denen er aufgrund seines Alters noch überfordert ist, beispielsweise, als er ein sexuell anzügliches Video drehen soll oder als er mit älteren, unheimlichen Fans konfrontiert wird. Am Ende der ersten Staffel scheint Chases Karriere aufgrund seines mangelnden Live-Talents beendet, allerdings wird er zum Entsetzen seiner Geschwister kurz darauf sofort und ohne Bedingungen an der New York University aufgenommen.
Durch Chases Ruhm geht Pat vollkommen auf und verfasst unter anderem ein Kinderbuch, ist gerne zu Gast in diversen Talkshows und konsumiert einmal auf einer Feier MDMA. Allerdings gibt sie auch in einem Livestream preis, dass ihr Mann nicht an Krebs starb, sondern betrunken auf dem Hausdach erfror. Am Ende der ersten Staffel erfüllt sich ihr Wunsch nach Berühmtheit, da sie eine auf dem Times Square groß angekündigte, eigene Nachmittags-Talkshow erhält.

## Produktion
Chris Kelly und Sarah Schneider, zwei befreundete Drehbuchautoren, die zusammen für Saturday Night Live Sketche verfassten, erdachten die Serie Anfang 2016 und verbrachten eine Woche damit, das Konzept und die Figuren auszubauen. In einem Interview mit New York erklärten sie, dass sie mit The Other Two sowohl die Selbstwahrnehmung und Selbstzweifel, wie sie viele Personen in ihren Zwanzigern hegen, als auch Elemente aktueller Pop-Kultur wie beispielsweise die Serie Survivor, homosexuelle Männer, die auf Instagram sehr präsent sind, und Justin Biebers Karriere, die bereits mit 13 Jahren begann, behandeln wollten. Auch sei Chase Dubek bewusst sympathisch und nett gegenüber seinen Geschwistern. So würden die Erwartungen der Zuschauer unterlaufen, da sie davon ausgingen, dass Chase durch seinen Ruhm ein „kleiner Scheißer“ werde. Im Laufe der Serie würde der Zuschauer merken, dass er eigentlich ein „süßer kleiner Gefangener der Musikindustrie“ sei. Zudem würden laut Schneider seine Geschwister, wenn er unsympathisch wäre, ihn wahrscheinlich aufgeben und nichts mehr mit ihm zu tun haben wollen. Da dem aber nicht so ist, wären sie deshalb gezwungen, in seiner Welt zu verweilen.

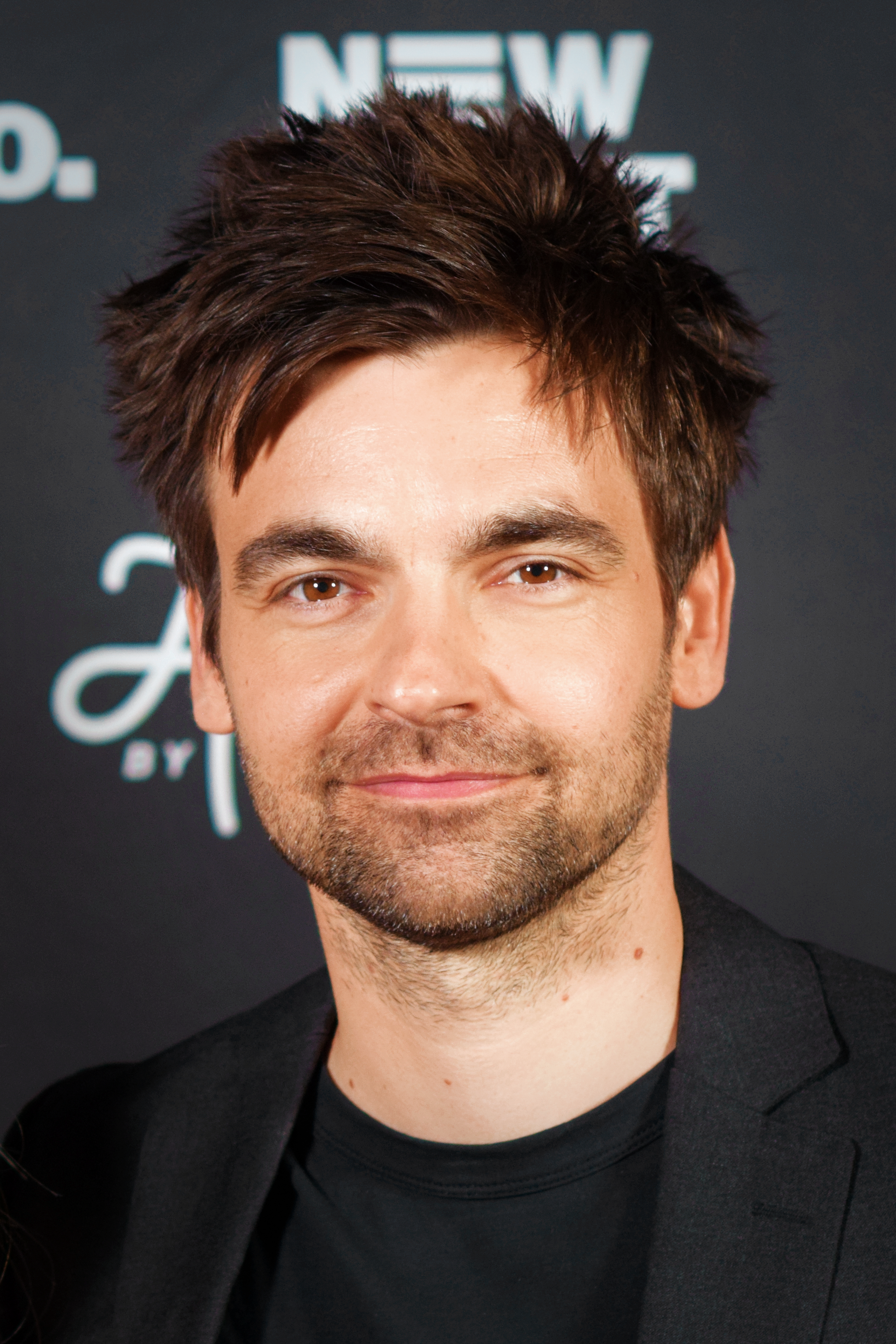
Darsteller Drew Tarver

Im Oktober 2017 wurde von Comedy Central die Besetzung von Drew Tarver, Heléne Yorke, Case Walker, Ken Marino und Molly Shannon bekannt gegeben. Walker wurde von Kelly und Schneider auf Instagram und Musical.ly entdeckt, da er auf erster 400.000 Follower und auf letzterer eine Top-Zehn-Platzierung erreicht hatte. Heléne Yorke, eine Schauspielerin und Tänzerin am Broadway, und Drew Tarver, ein Komiker und Schauspieler, wurden ebenfalls von Kelly und Schneider persönlich besetzt. Sie kannten Tarver aufgrund seiner Darbietungen am Improvisations-Theater Upright Citizens Brigade Theatre in New York, die ihnen gefielen. Für die weibliche Hauptrolle wollten sie eine Schauspielerin, die Verletzlichkeit unter einem großen Selbstvertrauen versteckt darstellen konnte, zudem sollten sich die Zuschauer mit der chaotischen Persönlichkeit der Figur identifizieren können. Kelly und Schneider entschieden sich schließlich spontan für Yorke, nachdem sie diese in der Vimeo-Serie High Maintenance gesehen hatten. Molly Shannon wurde aufgrund ihrer Erfahrung mit lustigen und ernsten Rollen verpflichtet, da ihre Figur laut Schneider und Kelly zwar sehr lustig sei, diese Komik aber auf realen Sorgen, Ängsten und Unsicherheiten basiere.
Im Juni 2023 wurden durch einen Bericht des The Hollywood Reporter interne Vorwürfe gegen Kelly und Schneider publik. Laut anonymen Quellen soll Kelly Mitarbeiter des Autorenstabs beleidigt und Crewmitglieder am Set mit Arbeit überlastet haben, während Schneider ihn dabei ermutigt habe beziehungsweise selbst Ziel seines Fehlverhaltens geworden sei. Nach Beschwerden habe die Personalabteilung eine Ermittlung gegen die beiden eingeleitet und sie vorübergehend von ihrer Arbeit suspendiert, jedoch letztlich von den Vorwürfen freigesprochen. Allerdings hätten diese Vorfälle keinen Einfluss auf die Einstellung der Serie gehabt.

## Besetzung
Die Synchronisation der Serie wird bei der postperfect nach einem Dialogbuch von Claudia Heuer unter der Dialogregie von Tino Kießling erstellt.

### Hauptfiguren
| Rolle                     | Darsteller          | Synchronsprecher  |
| ------------------------- | ------------------- | ----------------- |
| Brooke Dubek              | Heléne Yorke        | Anja Stadlober    |
| Cary Dubek                | Drew Tarver         | Jeremias Koschorz |
| Chase Dubek / ChaseDreams | Case Walker         | Linus Drews       |
| Streeter Peter Peters     | Ken Marino          | Felix Spieß       |
| Pat Dubek                 | Molly Shannon       | Silvia Mißbach    |
| Curtis Paltrow            | Brandon Scott Jones |                   |
| Lance Arroyo              | Josh Segarra        | Valentin Stilu    |

### Nebenfiguren
| Rolle             | Darsteller      | Synchronsprecher |
| ----------------- | --------------- | ---------------- |
| Shuli Kucerac     | Wanda Sykes     | Arianne Borbach  |
| Matt              | Andrew Ridings  | Ricardo Richter  |
| Skip Schamplin    | Richard Kind    | Michael Pan      |
| Jeremy Delongpre  | Daniel K. Isaac | Julius Jellinek  |
| Melanie           | Alison Rich     |                  |
| Jess              | Gideon Glick    |                  |
| Lucas Lambert Moy | Fin Argus       |                  |

## Episodenliste

### Staffel 1
| Nr. (ges.) | Nr. (St.) | Deutscher Titel                        | Originaltitel                     | Erstausstrahlung USA | Deutschsprachige Erstausstrahlung (D) | Regie          | Drehbuch                      |
| ---------- | --------- | -------------------------------------- | --------------------------------- | -------------------- | ------------------------------------- | -------------- | ----------------------------- |
| 1          | 1         | Pilotfolge                             | Chase the Pilot                   | 24. Jan. 2019        | 17. Jan. 2020                         | Chris Kelly    | Chris Kelly & Sarah Schneider |
| 2          | 2         | Chase geht zu einer Premiere           | Chase Goes to a Premiere          | 31. Jan. 2019        | 17. Jan. 2020                         | Chris Kelly    | Chris Kelly & Sarah Schneider |
| 3          | 3         | Chase kriegt eine Freundin             | Chase Gets a Girlfriend           | 7. Feb. 2019         | 24. Jan. 2020                         | Andrew DeYoung | Lucia Aniello & Paul W. Downs |
| 4          | 4         | Chase und die Schwulen                 | Chase Gets the Gays               | 14. Feb. 2019        | 24. Jan. 2020                         | Anu Valia      | Chris Kelly & Sarah Schneider |
| 5          | 5         | Chase geht zu einem Highschool-Ball    | Chase Goes to a High School Dance | 18. Feb. 2019        | 31. Jan. 2020                         | Mike Karnell   | Chris Kelly & Sarah Schneider |
| 6          | 6         | Chase dreht ein Musikvideo             | Chase Shoots a Music Video        | 25. Feb. 2019        | 31. Jan. 2020                         | Andrew DeYoung | Joel Kim Booster              |
| 7          | 7         | Chase bekommt Nasenbluten              | Chase Gets a Nosebleed            | 7. März 2019         | 7. Feb. 2020                          | Anu Valia      | Cole Escola                   |
| 8          | 8         | Chase wird vierzehn                    | Chase Turns Fourteen              | 14. März 2019        | 7. Feb. 2020                          | Andrew DeYoung | Chris Kelly & Sarah Schneider |
| 9          | 9         | Chase veröffentlicht sein erstes Album | Chase Drops His First Album       | 21. März 2019        | 14. Feb. 2020                         | Chris Kelly    | Chris Kelly & Sarah Schneider |
| 10         | 10        | Chase tritt bei den VMAs auf           | Chase Performs at the VMAs        | 28. März 2019        | 14. Feb. 2020                         | Chris Kelly    | Chris Kelly & Sarah Schneider |

### Staffel 2
| Nr. (ges.) | Nr. (St.) | Deutscher Titel                              | Originaltitel                           | Erstausstrahlung USA | Deutschsprachige Erstausstrahlung (D) | Regie           | Drehbuch                      |
| ---------- | --------- | -------------------------------------------- | --------------------------------------- | -------------------- | ------------------------------------- | --------------- | ----------------------------- |
| 11         | 1         | Chase geht aufs College                      | Chase Goes to College                   | 26. Aug. 2021        | 14. Juli 2022                         | Chris Kelly     | Chris Kelly & Sarah Schneider |
| 12         | 2         | Pat trifft ihre Fans                         | Pat Connects with Her Fans              | 26. Aug. 2021        | 21. Juli 2022                         | Chris Kelly     | Chris Kelly & Sarah Schneider |
| 13         | 3         | Chase ist Gast-Redakteur bei Vogue           | Chase Guest-Edits Vogue                 | 2. Sep. 2021         | 28. Juli 2022                         | Chris Kelly     | Brandon Scott Jones           |
| 14         | 4         | Pat moderiert nur eine weitere reguläre Show | Pat Hosts Just Another Regular Show     | 2. Sep. 2021         | 4. Aug. 2022                          | Chris Kelly     | Chris Kelly & Sarah Schneider |
| 15         | 5         | Chase wird getauft                           | Chase Gets Baptized                     | 9. Sep. 2021         | 11. Aug. 2022                         | Kim Nguyen      | Chris Kelly & Sarah Schneider |
| 16         | 6         | Pat wird #1 im Mittagsfernsehen              | Pat Becomes #1 In Daytime               | 9. Sep. 2021         | 18. Aug. 2022                         | Sarah Schneider | Gilli Nissim & Jack Scacco    |
| 17         | 7         | Chase wird Miteigentümer der Nets            | Chase Becomes Co-Owner of the Nets      | 16. Sep. 2021        | 25. Aug. 2022                         | Kim Nguyen      | Chris Kelly & Sarah Schneider |
| 18         | 8         | Pat wird angeboten „Tic Tac Toe“             | Pat Gets an Offer to Host “Tic Tac Toe” | 16. Sep. 2021        | 1. Sep. 2022                          | Mike Karnell    | John Riggi                    |
| 19         | 9         | Chase & Pat haben es drauf                   | Pat and Chase Are Killing It            | 23. Sep. 2021        | 8. Sep. 2022                          | Kim Nguyen      | Chris Kelly & Sarah Schneider |
| 20         | 10        | Brooke & Cary gehen auf eine Modenschau      | Brooke & Cary Go to a Fashion Show      | 23. Sep. 2021        | 15. Sep. 2022                         | Charlie Gruet   | Chris Kelly & Sarah Schneider |

### Staffel 3
| Nr. (ges.) | Nr. (St.) | Deutscher Titel | Originaltitel                                | Erstausstrahlung USA | Deutschsprachige Erstausstrahlung (D) | Regie           | Drehbuch                      |
| ---------- | --------- | --------------- | -------------------------------------------- | -------------------- | ------------------------------------- | --------------- | ----------------------------- |
| 21         | 1         | -               | Cary Watches People Watch His Movie          | 4. Mai 2023          | -                                     | Chris Kelly     | Chris Kelly & Sarah Schneider |
| 22         | 2         | -               | Brooke Drives an Armpit Across America       | 4. Mai 2023          | -                                     | Chris Kelly     | Chris Kelly & Sarah Schneider |
| 23         | 3         | -               | Cary Becomes Somewhat of a Name              | 11. Mai 2023         | -                                     | Chris Kelly     | Allison Silverman             |
| 24         | 4         | -               | Brooke Gets Her Hands Dirty                  | 18. Mai 2023         | -                                     | Sarah Schneider | Chris Kelly & Sarah Schneider |
| 25         | 5         | -               | Cary & Brooke Go to an AIDS Play             | 25. Mai 2023         | -                                     | Chris Kelly     | Chris Kelly & Sarah Schneider |
| 26         | 6         | -               | Brooke, and We Are Not Joking, Goes to Space | 31. Mai 2023         | -                                     | Charlie Gruet   | Gilli Nissim                  |
| 27         | 7         | -               | Cary Gets His Ass Handed to Him              | 8. Juni 2023         | -                                     | Charlie Gruet   | Chris Kelly & Sarah Schneider |
| 28         | 8         | -               | Brooke Hosts a Night of Undeniable Good      | 15. Juni 2023        | -                                     | Chris Kelly     | Chris Kelly & Sarah Schneider |
| 29         | 9         | -               | Cary Pays Off His Student Loans              | 22. Juni 2023        | -                                     | Sarah Schneider | Chris Kelly & Sarah Schneider |
| 30         | 10        | -               | Brooke & Cary & Curtis & Lance               | 29. Juni 2023        | -                                     | Chris Kelly     | Chris Kelly & Sarah Schneider |

## Rezeption
In der Internet Movie Database erreichte die Serie eine Bewertung von 7,2 aus zehn Sternen basierend auf 1534 abgegebenen Stimmen. Auf Rotten Tomatoes erhielt sie eine Kritiker-Bewertung von 94 Prozent basierend auf 33 Kritiken sowie einen Zuschauer-Wert von 80 Prozent aus 107 Stimmen. Bei Metacritic ergab sich ein Wert von 79 aus 100 Punkten für die Serie.

„Weniger albern als Unbreakable Kimmy Schmidt und warmherziger als Difficult People verbindet The Other Two eine bemerkenswerte Vielzahl absurder Einfälle mit einer noch größeren Zahl popkultureller Anspielungen. Je besser man sich auskennt, vor allem mit Internetphänomenen wie Insta-Gays oder Schminkvideos von jungen Kids, desto mehr kommt man hier auf seine Kosten. Spaß macht die Serie allerdings auch so, was auch an dem ausgesprochen einnehmenden Tarver und der komödiantisch hochbegabten Yorke in den Hauptrollen liegt. Dass es The Other Two obendrein auch noch gelingt, Momente echter Reflexion (etwa in Sachen internalisierter Homophobie) einzubinden und dabei derb und liebenswürdig gleichzeitig zu sein, setzt dem Ganzen noch die Krone auf. Oder anders ausgedrückt: Etwas Lustigeres gab es in letzter Zeit kaum zu sehen.“

Bjarne Bock von Serienjunkies.de ist der Ansicht, dass The Other Two nicht nur eine „herzliche Abrechnung“ mit der oberflächlichen Internetkultur und den Tücken der Berühmtheit, sondern auch eine herzliche Hommage an strauchelnde Künstler, denen der Erfolg nicht zufliegt, sei. Den Alltag von ChaseDreams verglich Bock mit der Handlung der Komödie Popstar: Never Stop Never Stopping, während die beiden Geschwister ein chaotisches Leben im Stil von Broad City führten. Dies sei sowohl eine perfekte Mischung als auch ein willkommener Nachfolger für Broad City, da diese im Jahr 2019 zu Ende ging. Bock schloss seine Kritik mit den Worten, dass Kelly und Schneider mit The Other Two ein erneuter großer Wurf gelingen könnte, da die Serie witzig und zeitgemäß sei sowie über wunderbare Charaktere verfüge.
Daniel Fienberg beschrieb The Other Two als „umgedrehte Version“ von Schitt’s Creek, da es in dieser um reiche Leute geht, die ihr Geld verlieren. Die Serie biete ein „durchwachsenes Las-Vegas-Buffet an künstlichen Lachern“ aus der Welt von Instagram-Promis an. Sie biete nicht viel Tiefgang über Berühmtheit im Jahr 2019, allerdings sei ihr Umfang an Themen schwer zu übertreffen. Die Auswahl dieser Themen sei zwar wahllos, was aber durch die gute Leistung der Darsteller wettgemacht werde. Auch missfiel ihm, dass die Serie von einem großen Verständnis der Zuschauer über popkulturelle Themen ausgehe, gleichzeitig aber viele Witze erkläre. Als Beispiel nannte er eine detaillierte Anspielung auf Call Me by Your Name, bei der er zunächst herzlich gelacht hätte, allerdings wäre sein Lachen durch die darauffolgende Erläuterung verstummt. Allerdings seien nicht alle Erklärungen schlecht, da es in den zehn Episoden auch viele gut platzierte Anspielungen auf vorhergegangene Gags gebe. Zudem seien Yorke und Tarver nicht subtil, aber gut in ihren Rollen, da Tarver sein komödiantisches Talent ausschöpfen und Tarver die negativen Seiten ihrer Figur zeigen könne. Die dramatischen Momente gefielen Fienberg besser als die komischen, da letztere vor allem aus „selbstvergessenen Demütigungen und unrealistischen Peinlichkeiten“ bestünden. Fienberg äußerte sich auch positiv über Yorkes und insbesondere Shannons Fähigkeit, gut zwischen den komischen und ernsten Szenen zu wechseln. Fienberg behauptete abschließend, dass er sich zwar nicht im Zielpublikum der Serie befände, diese aber dennoch bei vielen Zuschauern gut ankommen werde.
Caroline Framke schrieb in Variety, dass Serien, die über Internet-Berühmtheit herziehen, oft eher „extrem peinlich“ als lustig seien. Dies liege daran, dass es durch die sich sehr schnell ändernden Launen des Internets praktisch unmöglich sei, zu erraten, was der nächste große Online-Trend werden wird. Allerdings werde diese Herausforderung von den Drehbuchautoren erkannt und zu überwinden versucht. Zwar klinge das Konzept eines 13-jährigen, der wie Justin Bieber über Nacht berühmt wird, erst einmal ein wenig veraltet. Allerdings gelinge es der Serie, zeitlos zu bleiben, indem sie nicht auf Klischees baut, um die Absurdität der Situation darzustellen, sondern sich auf den Witz der Drehbuchautoren verlässt. The Other Two halte zwei Modi im Gleichgewicht. Einer sei der satirische Blick auf das Showgeschäft, der im Fernsehen schon „bis zum Erbrechen“ behandelt worden wäre. Selbst mit den guten Nebendarstellern gelinge es der Serie nicht, die negativen Aspekte von Chases kometenhaftem Aufstieg aus einem neuen Winkel zu betrachten. Deshalb hätten die besten Gags der Serie nicht mit Chase, sondern mit Carys Alltag zu tun, der sich oft mit den „erniedrigenden Irrungen und Wirrungen“ eines erfolglosen schwulen Schauspielers herumplage. Die Unterschiede zwischen erfolglosen schwulen und heterosexuellen Schauspielern würden auch mit Biss erklärt. Zudem übertreibe die Serie trotz ihres „hohen Säuregehalts“ nicht und werde nie „zu bitter“. Auch blieben Brooke und Cary geerdet, da sie sich als einzige daran erinnern, dass Chase eben noch ein Kind ist und es im Leben mehr gibt, als Träumen nachzugehen.

## Nominierungen (Auswahl)
Artios Award
- Artios Awards 2023

- Nominierung: Bestes Casting einer Comedy-Fernsehserie

Critics’ Choice Television Award
- Critics’ Choice Television Awards 2020

- Nominierung: Beste Nebendarstellerin in einer Comedyserie, für Molly Shannon

- Critics’ Choice Television Awards 2022

- Nominierung: Beste Comedyserie
- Nominierung: Bester Nebendarstellerin in einer Comedyserie, für Molly Shannon

GLAAD Media Award
- GLAAD Media Awards 2020

- Nominierung: Beste Comedyserie

- GLAAD Media Awards 2022

- Nominierung: Beste Comedyserie